# Marcos Paquetá
Marcos César Dias de Castro, ismertebb nevén: Marcos Paquetá (Rio de Janeiro, 1958. augusztus 27. –) brazil labdarúgó, középpályás és labdarúgóedző.

## Pályafutása

### Klubcsapatban
1973 és 1978 között az America-RJ csapatában játszott. 1978 és 1981 között a Vasco da Gama játékosa volt. 

### Edzőként
Az America-RJ csapatánál kezdte az edzősködést 1987-ben. 1988 és 1989 között az Arab Emírségekben vállalt munkát az Es-Sabáb együttesénél. 1990-től 2003-ig kisebb megszakítással a Flamengo utánpótlásában dolgozott. 1999 és 2001 között a Flumindnese ifjúsági csapatát edzette. 2003-ban kinevezték az U17-es és az U20-as válogatott szövetségi edzőjének: előbbivel a U17-es világbajnokságot, utóbbival az U20-as világbajnokságot nyerte meg. 2004-ben rövid ideig az Avaí vezetőedzője volt. A 2004–05-ös szezonban az El-Hilál szakmai munkáját vezette és bajnoki címet szerzett. 2005-től 2007-ig a Szaúd-arábiai válogatott szövetségi kapitányi posztját töltötte be és irányításával részt vettek a 2006-os világbajnokságon. A világbajnokságot követően ismét az El-Hilál vezetőedzője volt, de csak rövid ideig. 2007 és 2009 között a katari Al-Gharafa vezetőedzője volt, melyet két bajnoki címhez (2008, 2009) segített hozzá. 2009 és 2010 között az Al-Raján szakmai munkájáért felelt. 2010 és 2012 között a líbiai válogatott szövetségi kapitánya volt. 2014-ben visszatért az Al-Gharafa csapatához, ahol két éves szerződést ít alá. Később dolgozott még az Es-Sabáb (2012–14), az egyiptomi Ez-Zamálek (2015), az iraki Al-Shorta (2017–18), az indiai Pune City (2018), a Botafogo (2018), a bahreini Al-Muharraq (2019–20), az algériai Belouizdad (2021–22) és a marokkói Hassania Agadir (2022–) csapatánál.

## Sikerei, díjai

### Edzőként
El-Hilál
- Szaúd-arábiai bajnok (1): 2004–05

Al-Gharafa
- Katari bajnok (3): 2007–08, 2008–09, 2009–10
- Katari kupagyőztes (1):2008–09

Al-Muharraq
- AFC-kupa győztes (1): 2021

Brazília
- U17-es világbajnok (1): 2003
- U20-as világbajnok (1): 2003